# Othon Mataragas
Othon Mataragas Όθωνας Ματαράγκας (Atene, 30 luglio 1979) è un compositore, musicista e pianista greco.
Egli è conosciuto anche semplicemente come Othon, scritto pure OTHON (tutto maiuscolo).

## Biografia
Frequente collaboratore di artisti quali Peter Christopherson e David Tibet, Othon è un musicista eclettico e virtuoso del piano. Autore di musica per film (Otto; or, Up With Dead People di Bruce LaBruce, The Angelic Conversation di Derek Jarman in una nuova versione dal vivo e Nekromantik di Jörg Buttgereit), ha pubblicato nel 2008 il suo primo CD, Digital Angel (Durtro). Da alcuni anni si esibisce con il performer Ernesto Tomasini in concerti in giro per l'Europa (il duo si chiama Othon & Tomasini), attraendo l'interesse della critica e di un pubblico di fedeli appassionati.
Nel 2010 a Othon & Tomasini è stato dedicato uno special alla radio nazionale spagnola, dove si sono esibiti dal vivo. L'anno precedente hanno preso parte ad uno spettacolo del performance artist Ron Athey, andato in scena al Museo d'arte contemporanea Donnaregina di Napoli. Le loro esibizioni più recenti a Londra, si sono svolte alla Queen Elizabeth Hall, alla storica Roundhouse, come ospiti speciali al concerto londinese di Marc Almond, nel West End e alla National Portrait Gallery.
Othon sta attualmente lavorando al suo secondo album che comprenderà brani cantati da Tomasini, Marc Almond e Camille O'Sullivan.